# Безприм
Бѐзприм (на полски: Bezprym) е княз на Полша в годините 1031 – 1032. Представител на династията на Пястите.
Конфликтът с природените му братя княз Мешко и Ото Болеславовиц довежда до гражданска война и загуба за Полша на статута на кралство за около 50 години.